# Hieracium sect. Dollinera
La sezione  Hieracium sect. Dollinera  Gottschl. è una sezione di piante angiosperme dicotiledoni del genere Hieracium della famiglia delle Asteraceae.

## Etimologia
Il nome del genere deriva dalla parola greca hierax o hierakion (= sparviere, falco). Il nome del genere è stato dato inizialmente dal botanico francese Joseph Pitton de Tournefort (1656 - 1708) rifacendosi probabilmente ad alcuni scritti del naturalista romano Gaio Plinio Secondo (23 - 79) nei quali, secondo la tradizione, i rapaci si servivano di questa pianta per irrobustire la loro vista. Il nome della sezione (Dolliner) è stato dato in ricordo del medico e botanico austriaco Georg Dolliner (1794-1872).
Il nome scientifico della sezione è stato definito dal botanico Günter Gottschlich (1951-).

## Descrizione
Habitus. La forma biologica prevalente è emicriptofita scaposa (H scap), ossia in generale sono piante erbacee (e aromatiche), a ciclo biologico perenne, con gemme svernanti al livello del suolo e protette dalla lettiera o dalla neve, inoltre spesso hanno l'asse fiorale eretto e privo di foglie (piante scapose), oppure le foglie basali sono assenti alla fioritura. Queste piante sono anche provviste di lattice (i vasi latticiferi sono anastomizzati), ma sono prive di stoloni. Le specie di questo gruppo sono piante di tipo fillopode (raramente sono hypofillopode). I peli ghiandolari sono più o meno assenti o sparsi su alcune parti della pianta (peduncoli dei capolini e involucri).
Radici. Le radici sono secondarie da rizoma.
Fusto. La parte aerea del fusto è eretta o ascendente con ramosità più o meno scarsa. La superficie può essere sia glabra che pelosa con colorazione variabile da verde-glauco fino a grigio-verdastro (rosso-violaceo alla base). Le piante di questa sezione possono raggiungere un'altezza massima di 30 – 50 cm. La parte sotterranea spesso è un fittone.
Foglie. Le foglie si dividono in basali e cauline disposte in modo alternato. Le foglie basali (da 3 a 5) verso il picciolo sono attenuate variamente, ma in genere sono distintamente picciolate (spesso anche lungamente picciolate); la forma della lamina varia da ovato-lanceolata a lanceolata con apice acuto e bordi dentati; la colorazione è glauca. Le foglie cauline superiori (in numero minore rispetto ad altre sezioni - da 2 a 3) raramente sono abbraccianti il fusto; sono progressivamente decrescenti verso l'alto; le forme sono in genere più strette di quelle basali.
Infiorescenza. La sinflorescenza è del tipo forcato-paniculata fino a lassamente panicolata con 2 - 3 rami eretti o arcuato-ascendenti e con al massimo una decina di capolini. L'acladio è inferiore ai 10 cm. Le infiorescenze vere e proprie sono composte da un capolino peduncolato (i peduncoli sono sottili) e sotteso da 1 - 5 brattee. I capolini sono formati da un involucro composto da diverse brattee (o squame) disposte su 2 serie in modo embricato, all'interno delle quali un ricettacolo fa da base ai fiori tutti ligulati. L'involucro ha delle forme emisferiche. Le brattee si dividono in esterne (non sempre presenti) e interne; quelle esterne (formano quasi un calice) sono da poche a una dozzina con forme da deltate a lanceolate o lineari; quelle interne possono arrivare a due dozzine ed hanno delle forme lineari-lanceolate con margini scariosi e apici acuminati con forme ottuse. Il ricettacolo è nudo, ossia senza pagliette a protezione della base dei fiori; la base è alveolata con margini brevemente dentati. Dimensione dell'involucro: 9 – 11 mm.
Fiori. I fiori (da 6 a 150) sono tutti del tipo ligulato, tetra-ciclici (ossia sono presenti 4 verticilli: calice – corolla – androceo – gineceo) e pentameri (ogni verticillo ha 5 elementi). I fiori sono inoltre ermafroditi e zigomorfi. In alcuni casi i fiori femminili sono "stilosi".
- Formula fiorale:

*/x K {\displaystyle \infty }, [C (5), A (5)], G 2 (infero), achenio
- Calice: i sepali del calice sono ridotti ad una coroncina di squame.
- Corolla: le corolle sono formate da un tubo e da una ligula terminante con 5 denti; il colore è giallo. Le ligule sono lunghe oltre l'involucro e sono glabre.
- Androceo: gli stami sono 5 con filamenti liberi, mentre le antere sono saldate in un manicotto (o tubo) circondante lo stilo.[15] Le antere alla base sono acute. Il polline è tricolporato.[16]
- Gineceo: lo stilo è giallo (o più o meno scuro), è filiforme e peloso sul lato inferiore; gli stigmi dello stilo sono due divergenti. L'ovario è infero uniloculare formato da 2 carpelli. La superficie stigmatica è posizionata internamente (vicino alla base).[17]
- Antesi: in genere la fioritura di queste piante è tardo-primaverile (fino a estiva).

Frutti. I frutti sono degli acheni con pappo. Gli acheni sono scuri a forma colonnare-obconica (o più o meno cilindrica) e sono ristretti alla base (e ingrossati all'apice), mentre la superficie (liscia o appena rugosa) è provvista di 8 - 10 coste che nella parte apicale confluiscono in un orlo anulare. Il colore varia da castano a castano scuro. Il pappo è formato 20 a 80 setole biancastre (o giallastre) semplici disposte su due serie (quelle interne sono più lunghe e più rigide, quelle esterne sono fragili). Dimensione degli acheni: 3,8 – 4 mm.

## Biologia
Impollinazione: l'impollinazione avviene tramite insetti (impollinazione entomogama tramite farfalle diurne e notturne).

Riproduzione: la fecondazione avviene fondamentalmente tramite l'impollinazione dei fiori (vedi sopra).

Dispersione: i semi (gli acheni) cadendo a terra sono successivamente dispersi soprattutto da insetti tipo formiche (disseminazione mirmecoria). In questo tipo di piante avviene anche un altro tipo di dispersione: zoocoria. Infatti gli uncini delle brattee dell'involucro (se presenti) si agganciano ai peli degli animali di passaggio disperdendo così anche su lunghe distanze i semi della pianta.

## Distribuzione e habitat
In Italia la distribuzione di queste specie è soprattutto alpina-orientale (quote medio-alte) su terreni in genere sassosi.

## Tassonomia
La famiglia di appartenenza di questa voce (Asteraceae o Compositae, nomen conservandum) probabilmente originaria del Sud America, è la più numerosa del mondo vegetale, comprende oltre 23.000 specie distribuite su 1.535 generi, oppure 22.750 specie e 1.530 generi secondo altre fonti (una delle checklist più aggiornata elenca fino a 1.679 generi). La famiglia attualmente (2021) è divisa in 16 sottofamiglie.

### Filogenesi
Il genere di questa voce appartiene alla sottotribù Hieraciinae della tribù Cichorieae (unica tribù della sottofamiglia Cichorioideae). In base ai dati filogenetici la sottofamiglia Cichorioideae è il terz'ultimo gruppo che si è separato dal nucleo delle Asteraceae (gli ultimi due sono Corymbioideae e Asteroideae). La sottotribù Hieraciinae fa parte del "quinto" clade della tribù; in questo clade è posizionata alla base ed è "sorella" al resto del gruppo comprendente, tra le altre, le sottotribù Microseridinae e Cichoriinae. Il genere  Hieracium (insieme al genere Pilosella) costituisce il nucleo principale della sottotribù Hieraciinae e formano (insieme ad altri generi minori) un "gruppo fratello" posizionato nel "core" delle Hieraciinae.
Il genere Hieracium è un genere estremamente polimorfo con maggioranza di specie apomittiche. Di questo genere sono descritte circa 1000 specie sessuali e oltre 3000 specie apomittiche, delle quali circa 250 e più sono presenti nella flora spontanea italiana.
I caratteri distintivi per il genere Hieracium sono:
- le piante non sono tutte vischiose;
- i fusti e le foglie hanno peli semplici o ghiandolari;
- i capolini sono numerosi;
- il colore dei fiori in genere è giallo carico;
- i rami dello stilo sono lunghi;
- le coste dell'achenio confluiscono in un anello;
- il pappo è formato da due serie di setole.

Le specie di questo genere, provviste di molte sottospecie, formano degli aggregati o sezioni con diverse specie incluse, altre sono considerati "intermediare" (o impropriamente ibridi in quanto queste specie essendo apomittiche non si incrociano e quindi non danno prole feconda) con altre specie. A causa di ciò si pongono dei problemi di sistematica quasi insolubili e per avere uno sguardo d'insieme su questa grande variabilità può essere necessario assumere un diverso concetto di specie. Qui in particolare viene seguita la suddivisione in sezioni del materiale botanico così come sono elencate nell'ultima versione della "Flora d'Italia".
La sezione XVI  Dollinera comprende specie che si sono differenziate dalla sezione Drepanoidea (soprattutto quelle fillopode). I caratteri distintivi per le specie di questa sezione sono:
- le specie di questo gruppo sono piante di tipo fillopode (raramente sono hypofillopode);
- i peli ghiandolari sono più o meno assenti o sparsi su alcune parti della pianta (peduncoli dei capolini e involucri);
- le foglie basali verso il picciolo sono attenuate variamente, ma in genere sono distintamente picciolate;
- le foglie cauline superiori (in numero minore rispetto ad altre sezioni) raramente sono abbraccianti il fusto;
- la fioritura è tardo-primaverile (fino a estiva).

Il numero cromosomico delle specie della sezione è: 2n = 27 (specie diploidi, triploidi, tetraploidi e pentaploidi).

### Specie della flora italiana
Nella flora spontanea italiana, per la sezione di questa voce, sono presenti le seguenti specie (principali e secondarie):
Specie principale. Hieracium dollineri  Sch.Bip. ex Neilr., 1871 - Sparviere di Dolliner: l'altezza massima della pianta è di 30 – 40 cm (massimo 60 cm); il ciclo biologico è perenne; la forma biologica è emicriptofita scaposa (H scap); il tipo corologico è Est Alpico; l'habitat tipico sono i pendii sassoi, i prati aridi e i margini dei boschi; in Italia è una specie comune e si trova nelle Alpi Orientali fino ad una quota compresa tra 100 e 1.500 m s.l.m.. Di questa specie, nella flora spontanea italiana, sono presenti circa una dozzina di sottospecie.
Caratteri principali: i caratteri di questa specie sono intermedi tra la specie H. glaucum e la specie H. bifidum; le foglie basali sono lungamente picciolate ed hanno dei margini dentati o lirato-uncinati; i peli semplici sui peduncoli dei capolini sono assenti, mentre sono da sparsi a densi sulle brattee involucrali; i peli ghiandolari sono assenti (o sparsi) sui peduncoli dei capolini e solitari (o sparsi) sulle brattee dell'involucro.
Specie principale. Hieracium tephropogon Zahn, 1901 - Sparviere a barba grigia: l'altezza massima della pianta è di 30 – 40 cm (massimo 50 cm); il ciclo biologico è perenne; la forma biologica è emicriptofita scaposa (H scap); il tipo corologico è Est Alpico; l'habitat tipico sono i prati aridi e sassosi e i vecchi muri; in Italia è una specie rara e si trova nelle Alpi Orientali fino ad una quota compresa tra 200 e 1.500 m s.l.m.. Di questa specie, nella flora spontanea italiana, sono presenti 3 sottospecie.
Caratteri principali: i caratteri di questa specie sono intermedi tra la specie H. pallescens e la specie H. dollineri; le foglie basali sono lungamente picciolate ed hanno dei margini dentati o lirato-uncinati; i peli semplici sono densi sulle nervature delle foglie; i peli ghiandolari sono assenti (o sparsi) sui peduncoli dei capolini e solitari (o sparsi) sulle brattee dell'involucro.
Specie principale. Hieracium oxyodon  Fr., 1872 - Sparviere ossiodonte: l'altezza massima della pianta è di 30 – 40 cm (massimo 60 cm); il ciclo biologico è perenne; la forma biologica è emicriptofita scaposa (H scap); il tipo corologico è Alpico; l'habitat tipico sono i pendii rocciosi, i ghiaioni e le mughete; in Italia è una specie rara e si trova nelle Alpi fino ad una quota compresa tra 900 e 2.000 m s.l.m.. Di questa specie, nella flora spontanea italiana, sono presenti circa 10 sottospecie.
Caratteri principali: i caratteri di questa specie sono più simili alla specie H. glaucum che alla specie H. bifidum; la base delle foglie basali è confluente in un breve picciolo ed hanno dei margini denticolati o grossolanamente dentati.
Specie principale. Hieracium apricorum  Wiesb. ex Dichtl, 1884 - Sparviere austriaco: l'altezza massima della pianta è di 25 – 40 cm (massimo 60 cm); il ciclo biologico è perenne; la forma biologica è emicriptofita scaposa (H scap); il tipo corologico è Est Alpico; l'habitat tipico sono i pendii rocciosi, i prati aridi e le aree alluvionate; in Italia è una specie comune e si trova nelle Alpi orientali fino ad una quota compresa tra 200 e 1.400 m s.l.m.. Di questa specie, nella flora spontanea italiana, sono presenti 4 sottospecie.
Caratteri principali:  i caratteri di questa specie sono intermedi tra la specie H. glaucum e la specie H. murorum; le foglie basali sono lungamente picciolate ed hanno dei margini denticolati fino a dentati.
Specie secondarie collegate a Hieracium apricorum:
| Specie                                                | Caratteri                                                        | Habitat                        | Distribuzione italiana                       | sottospecie                        |
| ----------------------------------------------------- | ---------------------------------------------------------------- | ------------------------------ | -------------------------------------------- | ---------------------------------- |
| Hieracium oligodon Nägeli & Peter, 1886[23]           | Tra la specie H. porrifolium e la specie H. glabratum            | Rupi e pendii sassi (calcarei) | Alto Adige - Molto rara                      |                                    |
| Hieracium geilingeri Zahn, 1908[24]                   | Più simile alla specie H. porrifolium che alla specie H. murorum | Rupi e pendii sassi (calcarei) | Alpi centrali - Molto rara                   | 2 sottospecie presenti in Italia   |
| Hieracium hayekii Murr, 1900[25]                      | Tra la specie H. porrifolium e la specie H. lachenalii           | Rupi e pendii sassi (calcarei) | Alpi centrali (Valle di Scalve) - Molto rara |                                    |
| Hieracium prediliense (Nägeli & Peter) Zahn, 1901[26] | Più simile alla specie H. porrifolium che alla specie H. bifidum | Rupi e pendii sassi (calcarei) | Alpi orientali (Cadore) - Molto rara         | 2 sottospecie presenti in Italia   |
| Hieracium orodoxum Gottschl., 2009[27]                | Tra la specie H. glaucum e la specie H. naegelianum              | Rupi calcare                   | Alpi Apuane - Molto rara                     | 2 sottospecie presenti in Italia   |
| Hieracium pizenze Zahn, 1916[28]                      | Tra la specie H. glaucum e la specie H. glaucinum                | Pendii sassosi                 | Appennino Ligure (Valle Stura) - Molto rara  |                                    |
| Hieracium fulcratum Arv.-Touv., 1894[29]              | Tra la specie H. oxyodon e la specie H. humile                   | Pendii sassosi                 | Alpi occidentali (Val di Cogne) - Molto rara | Una sottospecie presente in Italia |
| Hieracium annae-toutoniae Zahn, 1906[30]              | Tra la specie H. dollineri e la specie H. schmidtii              | Rupi                           | Alpi orientali (Vilpiano) - Molto rara       | Una sottospecie presente in Italia |
| Hieracium venostorum (Zahn) Gottschl., 2000[31]       | Tra la specie H. calcareum e la specie H. schmidtii              | Pendii sassosi                 | Alpi orientali (Val Venosta) - Molto rara    |                                    |
| Hieracium insubricum Gottschl., 2006[32]              | Tra la specie H. pallescens e la specie H. apricorum             | Boschi di latifoglie           | Lombardia (Val Camonica) - Molto rara        |                                    |
| Hieracium illyricopsis Gottschl., 2017[33]            | Più simile alla specie H. calcareum che alla specie H. villosum  | Pendii sassi calcarei          | Alpi orientali (Monte Matajur) - Molto rara  |                                    |
| Hieracium juengeri Gottschl., 2016[34]                | Tra la specie H. porrifolium e la specie H. grovesianum          | Pendii sassi calcarei          | Alpi Apuane - Rara                           |                                    |
| Hieracium sparsivestitum Gottschl., 2016[35]          | Più simile alla specie H. juengeri che alla specie H. villosum   | Pendii sassi calcarei          | Alpi orientali (Monte Matajur) - Molto rara  |                                    |